# Pepperstad skog
Pepperstad skog är en tidigare tätort i Vestby kommun i Akershus fylke i sydöstra Norge. Orten ligger vid fylkesväg 1356, vid sidan av Europaväg 6, väster om kommunens centralort Vestby.
Sedan 2016 räknas bebyggelsen i orten som en del av tätorten Vestby.